# 3350 Scobee
3350 Scobee è un asteroide della fascia principale. Scoperto nel 1980, presenta un'orbita caratterizzata da un semiasse maggiore pari a 2,3103277 UA e da un'eccentricità di 0,2044539, inclinata di 3,40933° rispetto all'eclittica.
L'asteroide è dedicato all'astronauta americano Dick Scobee.